# Ponson-Dessus
Ponson-Dessus település Franciaországban, Pyrénées-Atlantiques megyében. Lakosainak száma 258 fő (2022. január 1.). Ponson-Dessus Oroix, Tarasteix, Aast, Ger, Ponson-Debat-Pouts, Saubole és Séron községekkel határos.

## Népesség
A település népességének változása:
| Lakosok száma | 249  | 258  | 263  | 258  | 259  | 260  | 259  | 261  | 258  |
|               | 2013 | 2015 | 2016 | 2017 | 2018 | 2019 | 2020 | 2021 | 2022 |